# داروسازی ابوریحان
شرکت داروسازی ابوریحان (انگلیسی: َAburaihan Pharmaceutical Co) به عنوان یکی از تولیدکنندگان داروهای انسانی و دامی در ایران است. 
این شرکت در سال ۱۳۴۳ با مالکیت شرکت آلمانی شرینک و با نام برلیمد ایران در زمینی به مساحت ۹۸۰۰ متر مربع در سه راه تهرانپارس شروع به فعالیت نموده‌است و هم‌اکنون 500 نفر پرسنل دارد تعداد محصولات داروسازی ابوریحان در حال حاضر ۲۴۸ قلم دارو است که ۲۱۵ قلم آن داروهای انسانی و ۳۳ قلم داروهای دامی می‌باشد.
این شرکت که در ابتدا با نام شرکت سهامی برلیمد ایران به ثبت رسیده و در سال ۱۳۶۰به نام شرکت داروسازی ابوریحان تغییر نام داد و به موجب صورتجلسه عمومی فوق‌العاده ۱۳۷۰ به شرکت سهامی عام تبدیل شده و سهام آن در بورس عرضه گردید. این شرکت موفق به دریافت گواهینامه های کیفی و مدیریتی مختلفی شده است از جمله:
- گواهینامه سیستم مدیریتی زیست محیطی (EN ISO 14001:2004)

- گواهینامه مدیریت کیفیت (EN ISO 9001:2000)
- گواهینامه مدیریت امنیت و بهداشت شغلی (OHSAS 18001:2007)
- گواهینامه سیستم مدیریت یکپارچه (IMS)
- GMP برای داروهای انسانی (وزارت بهداشت درمان و آموزش پزشکی ایران)
- GMP داروهای حیوانی (سازمان دامپزشکی وزارت جهاد کشاورزی ) [۷].

## صادرات شرکت
شرکت داروسازی ابوریحان در کشورهای مختلف موفق به ثبت محصولات خود و صادرات شده‌است که مشروح صادرات انجام شده این شرکت در سال ۹۸ به شرح جدول زیر است:
| شرح                  | کشورهای هدف | کشورهای هدف | کشورهای هدف | کشورهای هدف | کشورهای هدف | کشورهای هدف | کشورهای هدف | کشورهای هدف | کشورهای هدف |
| -------------------- | ----------- | ----------- | ----------- | ----------- | ----------- | ----------- | ----------- | ----------- | ----------- |
| درآمد ارزی حاصل-دلار | افغانستان   | عراق        | ازبکستان    | آذربایجان   | اوگاندا     | تاجیکستان   | سوریه       | سایر        | جمع کل      |
| درآمد ارزی حاصل-دلار | ۷۳۷۲۹۹      | ۲۰۰۷۶۲      | ۴۳۷۳۶       | ۳۵۰۰۰       | ۳۲۰۹۶       | ۲۴۸۳۹       | ۱۸۴۸۱       | ۲۴۵۷۲       | ۱۱۱۶۷۸۵     |

لازم به ذکر است طبق آخرین گزارش این شرکت موفق به افزایش ۹۴ درصدی تولید خود و رشد ۱۰ برابری صادرات به کشورهای هدف در دوماهه اول سال ۹۹ گردیده است.

## محصولات
داروهای انسانی:
- آپیکسابان با نام تجاری آپیرابان®
- دفرازیروکس با نام تجاری الیجید®
- اورلیستات با نام تجاری ونوستات®
- لوونورژسترول با نام تجاری اووسیز®
- استروژن کانژوگه با نام تجاری استرومارین®
- داینوژست با نام تجاری دینوول®

مکمل‌های تغذیه‌ای:
- امگا-3 انتریک کوتد
- کلسیم پلاس

فرآورده‌های دامی:
- وتوسیدر گوسفندی
- وتوسیدر گاوی